# Rogeria lacertosa
Rogeria lacertosa är en myrart som beskrevs av Kempf 1963. Rogeria lacertosa ingår i släktet Rogeria och familjen myror. Inga underarter finns listade i Catalogue of Life.